# Lauro Travassos
Lauro Travassos, född 1890, död 1970, var en brasiliansk entomolog som var specialiserad på Arctiini
Auktorsnamnet Travassos kan användas för Lauro Travassos i samband med ett vetenskapligt namn inom zoologin; se Wikipedia-artiklar som länkar till auktorsnamnet.